# Бубісь Іван Антонович
Іван Антонович Бубісь (17 січня 1965, Мужиловичі, УРСР) — український футболіст та футбольний тренер. Кандидат у майстри спорту СРСР.

## Життєпис
Іван Бубісь народився в Мужиловичах, що на Львівщині. Протягом 1983—1985 років захищав кольори дублюючого складу «СКА-Карпати», після чого перейшов до лав житомирського «Спартака». У Житомирі Бубісь затримався лише на рік, після чого вирушив на схід України, де грав за горлівський «Шахтар» та кіровоградську «Зірку». У 1989 році повернувся на Житомирщину та став чемпіоном області у складі малинського «Папірника». У 1991 році приєднався до стаханівського «Вагонобудівника», однак після розпаду СРСР залишив команду.
Протягом другої половини 1991 року перебував у Росії, де захищав кольори воронезького «Факела». Повернувшись з Росії, виступав за аматорський клуб «Гірник» з Новояворівська. У матчі проти чернівецької «Лади» на Бубіся звернули увагу скаути «Буковини» і вже навесні 1993 року Іван перейшов до головної команди Чернівців, що виступала у вищій лізі чемпіонату України. Дебют футболіста на найвищому рівні припав на поєдинок «Буковини» з «Дніпром», що відбувся 11 квітня у Дніпропетровську. Півзахисник провів на полі усі 90 хвилин та відзначився єдиним забитим м'ячем у складі своєї нової команди, що поступилася з рахунком 1:5. Закріпитися у «Буковині» футболісту завадила травма коліна, через яку він вже наступного року залишив Чернівці.
Після закінчення активних виступів Іван Бубісь остаточно перейшов на тренерську роботу. 2004 року обіймав посаду головного тренера бориспільського клубу «Борисфен-2», за який був заявлений також і як гравець, однак на полі жодного разу не з'явився. Протягом 2004—2009 років входив до тренерського штабу чернігівської «Десни», а з 2009 по 2010 рік допомагав наставнику моршинської «Скали». Після переїзду клубу до Стрия одноосібно очолив команду.
У 2014 році Бубісь вирушив до Словаччини, де очолив місцевий клуб «Вранов-над-Топльоу». Втім, у українського тренера виникли проблеми з трудовою візою

## Родина
- Син — Бубісь Юрій Іванович (5 травня 1985), український футболіст, захисник аматорського клубу «Яворів»[1].